# Liga de Voleibol Superior Femenino 2005
La Liga de Voleibol Superior Femenino 2005 si è svolta nel 2005: al torneo hanno partecipato 10 franchigie portoricane e la vittoria finale è andata per la settima volta alle Criollas de Caguas.

## Regolamento
La competizione prevede che le dieci squadre partecipanti si sfidino, per circa due mesi, senza un calendario rigido, fino a disputare diciotto partite ciascuna. Le prime cinque classificate accedono direttamente ai play-off, mentre l'ottava e la settima classificata si sfidano in gara secca, con la vincente che affronta poi la sesta classificata nuovamente in gara secca, assegnando il sesto ed ultimo posto per i play-off; ai quarti di finale le prime due classificate di ciascun girone da tre squadre accedono al round-robin delle semifinali, da cui le prime due classificate danno vita alla finale.

## Squadre partecipanti
| - Chicas de San Juan - Criollas de Caguas - Gigantes de Carolina - Indias de Mayagüez - Leonas de Ponce | - Llaneras de Toa Baja - Pinkin de Corozal - Playeras de Isabela - Valencianas de Juncos - Vaqueras de Bayamón |

## Campionato

### Regular season

#### Classifica
| Pos. | Squadra               | Pt | G  | V  | P  | SV | SP | Ratio | PF | PS | Ratio |
| ---- | --------------------- | -- | -- | -- | -- | -- | -- | ----- | -- | -- | ----- |
| 1    | Criollas de Caguas    | 36 | 18 | 18 | 0  | -  | -  | -     | -  | -  | -     |
| 2    | Indias de Mayagüez    | 30 | 18 | 15 | 3  | -  | -  | -     | -  | -  | -     |
| 3    | Pinkin de Corozal     | 20 | 18 | 10 | 8  | -  | -  | -     | -  | -  | -     |
| 4    | Gigantes de Carolina  | 20 | 18 | 10 | 8  | -  | -  | -     | -  | -  | -     |
| 5    | Vaqueras de Bayamón   | 16 | 18 | 8  | 10 | -  | -  | -     | -  | -  | -     |
| 6    | Leonas de Ponce       | 16 | 18 | 8  | 10 | -  | -  | -     | -  | -  | -     |
| 7    | Llaneras de Toa Baja  | 14 | 18 | 7  | 11 | -  | -  | -     | -  | -  | -     |
| 8    | Valencianas de Juncos | 12 | 18 | 6  | 12 | -  | -  | -     | -  | -  | -     |
| 9    | Chicas de San Juan    | 10 | 18 | 5  | 13 | -  | -  | -     | -  | -  | -     |
| 10   | Playeras de Isabela   | 6  | 18 | 3  | 15 | -  | -  | -     | -  | -  | -     |

| Ammesse ai play-off scudetto - Girone A | Ammesse ai play-off scudetto - Girone B | Spareggio Wild Card |

## Classifica finale
| Pos | Squadra               |
| --- | --------------------- |
| 1   | Criollas de Caguas    |
| 2   | Indias de Mayagüez    |
| 3   | Vaqueras de Bayamón   |
| 4   | Pinkin de Corozal     |
| 5   | Gigantes de Carolina  |
| 6   | Llaneras de Toa Baja  |
| 7   | Leonas de Ponce       |
| 8   | Valencianas de Juncos |
| 9   | Chicas de San Juan    |
| 10  | Playeras de Isabela   |

## Premi individuali
| Premio                   | Giocatrice            | Squadra              |
| ------------------------ | --------------------- | -------------------- |
| MVP dello All-Star Game  | Nancy Meendering      | Indias de Mayagüez   |
| MVP della Regular Season | Áurea Cruz            | Llaneras de Toa Baja |
| MVP delle finali         | Kim Willoughby        | Criollas de Caguas   |
| Miglior palleggiatrice   | Xiomara Molero        | Criollas de Caguas   |
| Rising star              | Laudevis Marrero      | Llaneras de Toa Baja |
| Miglior esordiente       | Roselly Pérez         | Leonas de Ponce      |
| Migliore allenatore      | Juan Carlos Rodríguez | Criollas de Caguas   |
| Migliore presidente      | Ángel O. Berríos      | Criollas de Caguas   |
| All-Star Team            | Xiomara Molero        | Criollas de Caguas   |
| All-Star Team            | Áurea Cruz            | Llaneras de Toa Baja |
| All-Star Team            | April Ross            | Leonas de Ponce      |
| All-Star Team            | Nancy Meendering      | Indias de Mayagüez   |
| All-Star Team            | Annerys Vargas        | Vaqueras de Bayamón  |
| All-Star Team            | Jetzabel Del Valle    | Criollas de Caguas   |
| Offensive Team           | Áurea Cruz            | Llaneras de Toa Baja |
| Offensive Team           | April Ross            | Leonas de Ponce      |
| Offensive Team           | Nancy Meendering      | Indias de Mayagüez   |
| Offensive Team           | Stacey Gordon         | Criollas de Caguas   |
| Offensive Team           | Annerys Vargas        | Vaqueras de Bayamón  |
| Offensive Team           | Graciela Márquez      | Llaneras de Toa Baja |